# Ryszard Żochowski (koszykarz)

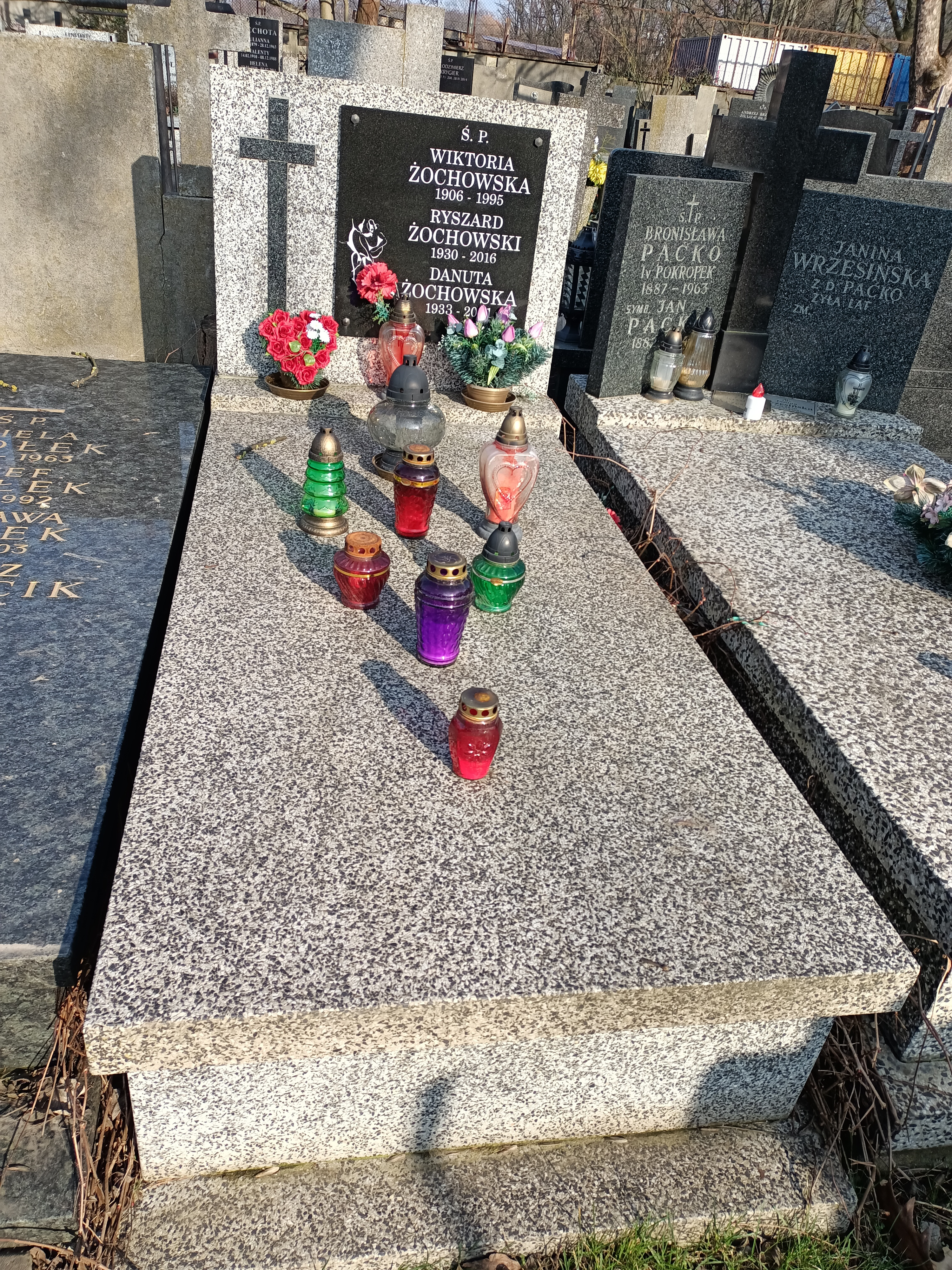
Grób Ryszarda Żochowskiego na Cmentarzu Wolskim w Warszawie

Ryszard Żochowski (ur. 18 sierpnia 1930 w Warszawie, zm. 9 lipca 2016) – polski koszykarz oraz dziennikarz sportowy, podpułkownik WP w stanie spoczynku.

## Życiorys
Był uczniem XXI Liceum Ogólnokształcące im. Hugona Kołłątaja w Warszawie, gdzie uczęszczał wraz z Witoldem Zagórskim. Karierę zawodniczą rozpoczął w 1950 roku w Polonii Warszawa. Był wieloletnim zawodnikiem CWKS Legia Warszawa z którym czterokrotnie zdobywał mistrzostwo Polski. W 1957 ukończył studia na Wydziale Dziennikarskim Uniwersytetu Warszawskiego i po zakończeniu kariery sportowej pracował jako dziennikarz sportowy w „Żołnierzu Wolności” w latach 1957–1962, „Wojskowym Przeglądzie Technicznym” w latach 1962–1975, „Boksie” w latach 1977–1990, „Bokserze” w latach 1990–2004 oraz „Przeglądzie Sportowym” w latach 1996–2004.
Jego żoną była reprezentacyjna siatkarka Danuta Jośko-Żochowska.